# Enyalioides cofanorum
Enyalioides cofanorum är en ödleart som beskrevs av  William Edward Duellman 1973. Enyalioides cofanorum ingår i släktet Enyalioides och familjen Hoplocercidae. Inga underarter finns listade i Catalogue of Life.